# الزاهر (الجوف)

تعديل مصدري - تعديل

الزاهر هي مدينة ومركز مديرية الزاهر بمحافظة الجوف اليمنية، بلغ تعداد سكانها٢٤٥٠٠ نسمة حسب الإحصاء الذي أجري عام 2004.
ترجع تسميتها الي فاطمة الزهراء رضي الله عنها، سكانها من الشيعة الجعفرية من المدينة المنورة والاحساء يعد اهلها من بين سكان الجوف المثقفين والمتعلمين الأكثر كما يوجد فيها الكثير من المواقع الأثرية. والزاهر منطقة زراعية حيث يزع فيها جميع الحبوب والفواكة مثل العنب والتمر والبرتقال والمانجو وغيرة من المحاصيل الفصلية.